# محمود الشريف الجزائري
محمود شريف ولد بتبسة عام 1912 وبها درس المرحلة الابتدائية وواصل تعليمه بعد ذلك إلى مستوى أهله للالتحاق بمدرسة الضباط بفرنسا، حيث تخرج برتبة ملازم أول.

## سيرة
شارك في الحرب العالمية الثانية بهذه الصفة، لكن بعد مجازر 8 مايو 1945 فضل الانسحاب من جيش الاحتلال والانضمام إلى الاتحاد الديمقراطي للبيان الجزائري بقيادة فرحات عباس.
اشتغل بالزراعة في مسقط رأسه، وفي غضون 1955 التحق بجيش التحرير الوطني ليضع خبرته الميدانية في خدمة عناصر الكومندوس.
أصيب بجروح سنة 1956 نقل إثرها إلى تونس، وبعد شفائه عين على رأس منطقة تبسة (السادسة ـ ولاية أوراس ـ النمامشة)، قبل تعيينه في ربيع السنة الموالية قائدا للولاية.
بهذه الصفة، عين في أوت 1957 عضوا في لجنة التنسيق والتنفيذ الثانية مكلفا بالمالية. وعند تشكيل الحكومة المؤقتة للجمهورية الجزائرية في 19 سبتمبر 1958، عيّن وزيرا للتسليح والتموين.
ساءت علاقته بكريم بلقاسم وعبد الحفيظ بوصوف، وما لبث أن انعكس عليه ذلك بإبعاده من مجلس الثورة والحكومة مطلع.1960 وقد بقي على الهامش إلى غاية الاستقلال، حين فضل الانسحاب من الحياة السياسية والتفرغ لشؤونه الخاصة.